# 长谷景治
长谷景治（日语：／ Hase Keiji，1925年7月3日—），日本前男子游泳运动员。他曾参加1956年夏季奥运会游泳比赛，还曾获得1954年亚洲运动会和1958年亚洲运动会男子100米仰泳金牌。